# Rhipsalis teres f. prismatica
A Rhipsalis teres f. prismatica egy nagy termetű epifita kaktusz.

## Jellemzői
Gazdagon elágazó, terebélyes növény, primer hajtásai hosszúak és megnyúltak, felső ágai rövidek és enyhén bordázottak. Areolái többé-kevésbé pelyhesek. Fehér 5 szirmú virágai kicsik, laterálisak, termése kicsi, rózsás-fehéres gömbölyű bogyó.

## Elterjedése
Brazília tengerparti területei: Rio de Janeiro és São Paulo államok. Közönséges a tengerpart közelében, terresztris a resting társulások homoktalaján, emellett epifitikus és epilitikus is. Talajon a Rhipsalis cereuscula-hoz hasonló lehet. Elképzelhető hogy a Rhipsalis suareziana néven Madagaszkár szigetéről leírt taxon e formához tartozik, ennek tisztázása még vizsgálatokat igényel.